# Kanton Saint-Quentin-3

Gemeinden des Kantons

Der Kanton Saint-Quentin-3 ist ein französischer Wahlkreis im Département Aisne in der Region Hauts-de-France. Er umfasst neun Gemeinden im Arrondissement Saint-Quentin. Durch die landesweite Neuordnung der französischen Kantone wurde er 2015 neu geschaffen.

## Gemeinden
Der Kanton besteht aus neun Gemeinden und Gemeindeteilen mit insgesamt 27.158 Einwohnern (Stand: 1. Januar 2022) auf einer Gesamtfläche von 62,27 km²:
| Gemeinde               | Einwohner 1. Januar 2022 | Fläche km² | Dichte Einw./km² | Code INSEE | Postleitzahl |
| ---------------------- | ------------------------ | ---------- | ---------------- | ---------- | ------------ |
| Castres                | 247                      | 5,71       | 43               | 02142      | 02680        |
| Contescourt            | 61                       | 3,42       | 18               | 02214      | 02680        |
| Gauchy                 | 5.197                    | 6,24       | 833              | 02340      | 02430        |
| Grugies                | 1.248                    | 5,08       | 246              | 02359      | 02680        |
| Harly                  | 1.563                    | 3,76       | 416              | 02371      | 02100        |
| Homblières             | 1.425                    | 14,29      | 100              | 02383      | 02720        |
| Mesnil-Saint-Laurent   | 450                      | 5,45       | 83               | 02481      | 02720        |
| Neuville-Saint-Amand   | 857                      | 8,26       | 104              | 02549      | 02100        |
| Saint-Quentin          | 16.110                   | 10,06      | 1.601            | 02691      | 02100        |
| Kanton Saint-Quentin-3 | 27.158                   | 62,27      | 436              | 0215       | –            |

1. ↑   Nur der südliche Teil der Gemeinde, der Rest verteilt sich auf die Kantone Saint-Quentin-1 und Saint-Quentin-2.

## Politik
| Vertreter im Départementsrat | Vertreter im Départementsrat     | Vertreter im Départementsrat |
| Amtszeit                     | Namen                            | Partei                       |
| ---------------------------- | -------------------------------- | ---------------------------- |
| 2015–2021                    | Jocelyne Dogna Freddy Grzeziczak | LR DVD                       |
| 2021–                        | Jocelyne Dogna Freddy Grzeziczak | LR DVD                       |